# Информатика в жизни США (выставка)

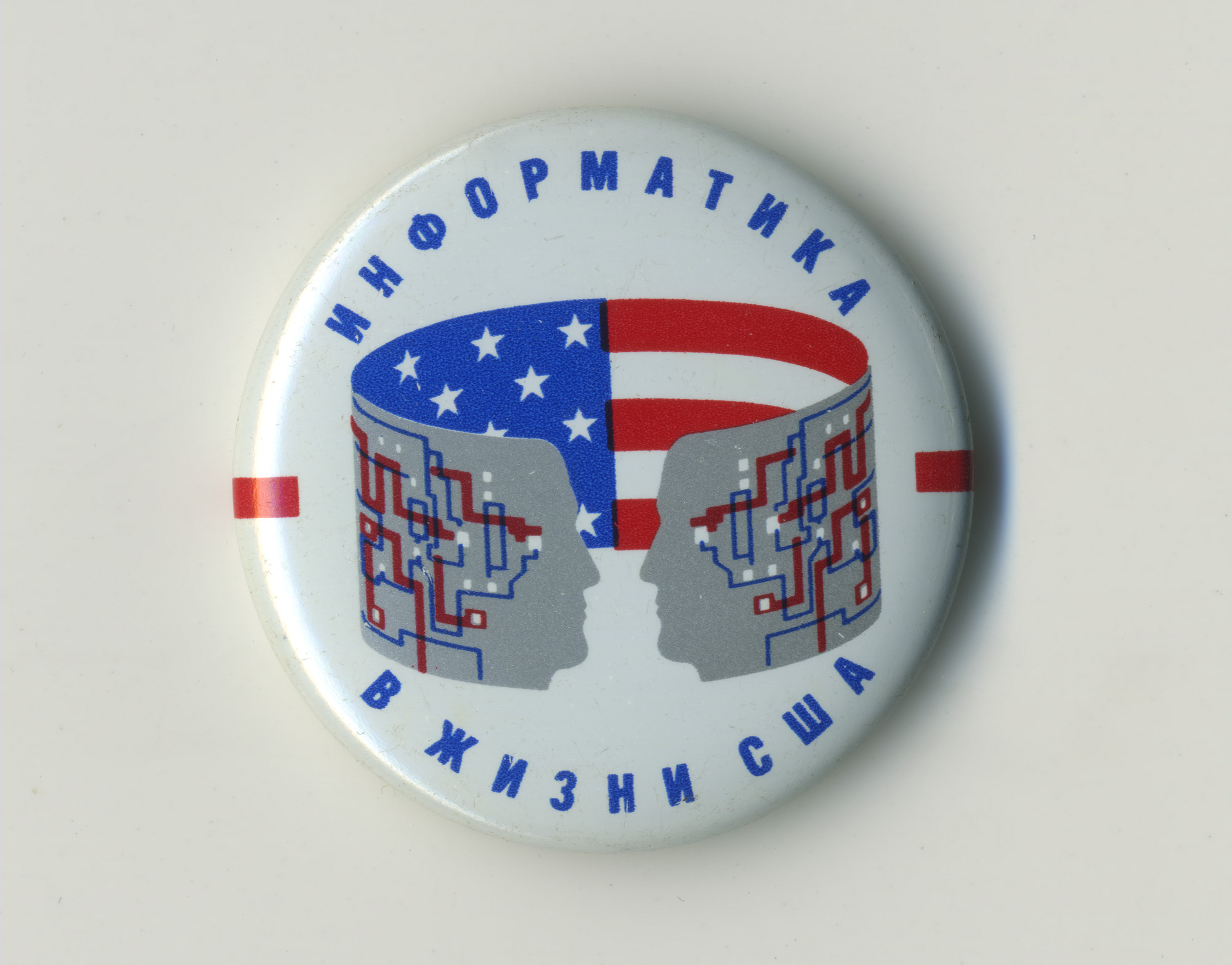
Значок выставки «Информатика в жизни США».

«Информа́тика в жи́зни США» — американская выставка, которая проходила в крупных городах СССР в 1987—1988 годах. На выставке демонстрировались последние достижения США в области вычислительной техники, связи, телекоммуникаций. Выставка проведена в соответствии с соглашением о культурном обмене, подписанным Р. Рейганом и М. Горбачёвым в ноябре 1985 года в Женеве. Выставку финансировало Информационное агентство США, затратив около 15 млн долларов. Обслуживали выставку 24 гида, владеющих русским языком (на выставке в Ташкенте в марте 1988 года работали также говорящие на узбекском языке американские гиды).

## Города проведения
- Иркутск
- Киев
- Ленинград
- Магнитогорск
- Минск
- Москва (ВДНХ)
- Ростов-на-Дону
- Ташкент
- Тбилиси

## Тематика
Выставка была ориентирована в основном на рядового человека и носила информационный характер, наглядно показала уровень развития в США информационных технологий. Большинство посетителей выставки впервые увидели компьютерную технику «в живую».

## Разделы выставки
- Дом
- Медицина и здравоохранение
- Культура и досуг
- Рабочее место
- Образование
- Эпоха информации